# Kleftes

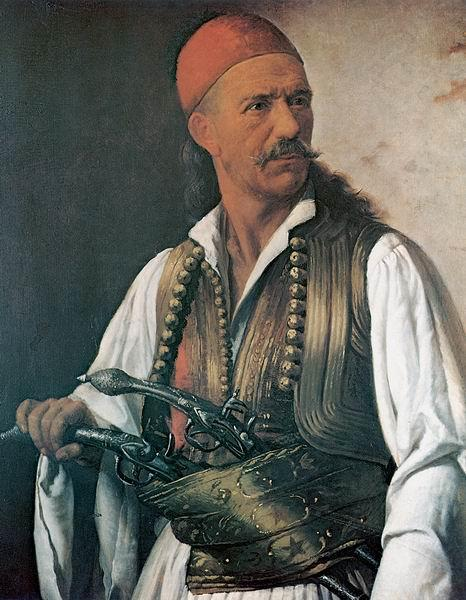
Dimitrios Makris, jefe klefte del.

Los kleftes (en griego κλέφτης, pl. κλέφτες - kléftis, pl. kléftes) eran bandidos que vivían en las montañas de Grecia durante la ocupación otomana. Originariamente se trataba de fuerzas irregulares al servicio de los nobles bizantinos, bajo el nombre de «kappos» y más tarde de los terratenientes turcos bajo el nombre de «armatolós», desempeñándose en el cobro de impuestos, débitos y venganzas de sangre rozando la marginalidad, por lo que al pasar a la clandestinidad se constituían en simples bandidos, siendo su actividad principal el asaltar caminos y desfiladeros. A menudo se dividían en unidades de cincuenta hombres liderados por un «kapetánios», quien solía combinar sus funciones con las de jefe de clan.

## Guerra contra el poder otomano
Estando el poder y las riquezas en manos del ocupante turco, los kleftes se convirtieron en los enemigos naturales del poder otomano. Asaltaban los convoyes, atacaban a las patrullas turcas y saqueaban las propiedades de los representantes del régimen otomano.
Como enemigos de los otomanos, los kleftes se fueron ganando el apoyo del pueblo, que ayudaba a protegerlos y a esconderlos. A medida que iban erosionando el régimen otomano con sus ataques sorpresivos, crecía entre los griegos la idea de que era posible echar de Grecia al invasor otomano mediante las tácticas de guerrilla. Así, de un modo natural, los kleftes fueron perdiendo su naturaleza más bandolera a la vez que se convertían en la punta de lanza de la rebelión de los griegos. Aventureros y nacionalistas, patriotas de Grecia y de fuera de ella se les unieron en su lucha contra los odiados turcos.

## Revolución griega
Los kleftes se erigieron en líderes de las regiones que dominaban, y se fue articulando un movimiento mejor organizado de resistencia contra los otomanos. Esta organización no estuvo exenta de luchas entre cabecillas rivales por regiones colindantes, y ello permitió que se formara un número menor de líderes, pero más capaces y experimentados.
Estos cabecillas lideraron las rebeliones griegas contra el invasor; rebeliones que en 1821 se convirtieron en una auténtica revolución a gran escala llamada Revolución Griega, que encendió la mecha de la Guerra de independencia de Grecia (1821-1831). Con el logro de la independencia, los kleftes fueron en su mayoría dejados de lado en la reconstrucción del emergente Estado,  por lo que gran cantidad de ellos, al sentirse mano de obra desocupada, volvió a desempeñar las actividades marginales de antaño.

## Héroes nacionales
Los kleftes están considerados como auténticos héroes nacionales en Grecia. Los más famosos son Theodoros Kolokotronis, Georgios Karaiskakis y Nikita Stamatelopoulos.
- Datos: Q1539595